# Chlorocnemis nubilipennis
Chlorocnemis nubilipennis là loài chuồn chuồn trong họ Platycnemididae. Loài này được Karsch mô tả khoa học đầu tiên năm 1893.